# 스타 트렉: 보이저
《스타 트렉: 보이저》(영어: Star Trek: Voyager)는 1995년부터 2001년까지 미국에서 방영된 SF 드라마이다. 《스타 트렉》의 실사 TV 프로그램으로는 네 번째 작품이다.

## 출연
- 케이트 멀그루 - 캐스린 제인웨이 역
- 로버트 벨트런 - 차코테이 역
- 록샌 도슨 - 벨라나 토레스 역
- 제니퍼 리엔 - 케스 역
- 로버트 덩컨 맥닐 - 톰 패리스
- 이선 필립스 - 닐릭스 역
- 로버트 피카르도 - 닥터 역
- 팀 러스 - 투보크 역
- 제리 라이언 - 세븐 오브 나인 역
- 개릿 왕 - 해리 킴 역